# Rue de Beauce
La rue de Beauce se situe en plein cœur du quartier du Marais dans le 3e arrondissement de Paris. 

## Situation et accès
Elle commence rue Pastourelle et se termine rue de Bretagne.
Ce site est desservi par les stations de métro Temple et Filles du Calvaire.

## Origine du nom
Henri IV avait formé le projet de faire bâtir dans le quartier du Marais une grand place qui serait nommée « place de France », sur laquelle devaient aboutir plusieurs rues portant chacune le nom d'une province. C'est ainsi que cette rue porte le nom de la province de Beauce.

## Historique

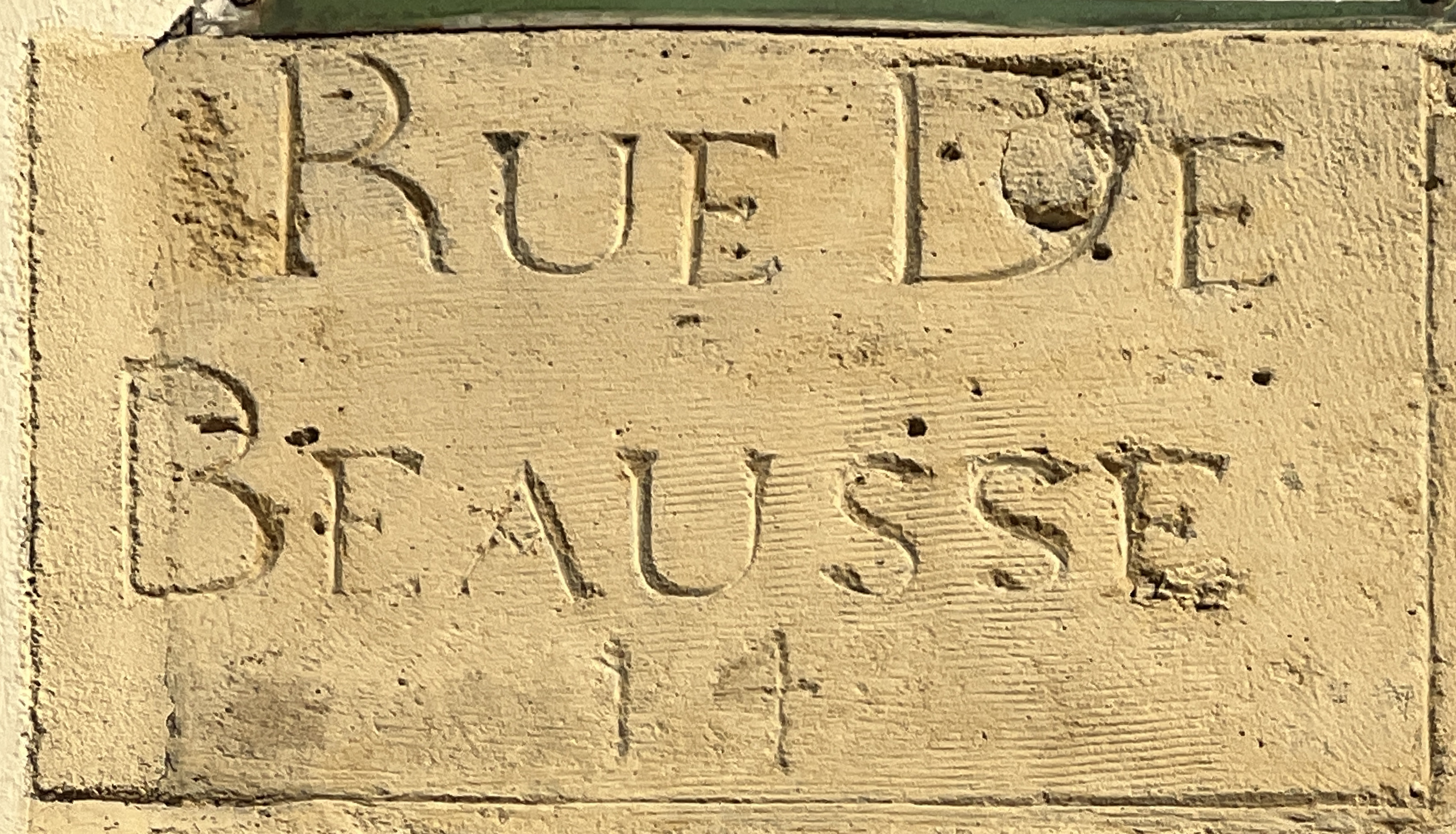
Inscription de la rue de Beausse.

Cette rue fait partie de celles qui furent ouvertes de 1626 à 1630 par le lotisseur Charlot. Elle porte le nom d'une province de France, ainsi que devaient le porter les rues dont Henri IV avait envisagé le rayonnement autour de la place de France qui ne fut finalement pas construite.
Elle est citée sous le nom de « rue de Beausse » dans un manuscrit de 1636.

## Pour approfondir